# Källfallet, Riddarhyttan
Källfallet är en ort i Skinnskattebergs kommun, Västmanlands län. Här låg en gruva fram till år 1967.

## Tätorten
1960 avgränsade SCB en tätort med 321 invånare inom Skinnskattebergs landskommun. 1975 växte tätorten samman med Riddarhyttans tätort. Från 2015 är området åter utbrutet ur tätorten och södra delen har avgränsats av SCB till en småort, Nedre Källfallet.

## Befolkningsutveckling
| Befolkningsutvecklingen i Källfallet 1950–1970 | Befolkningsutvecklingen i Källfallet 1950–1970 | Befolkningsutvecklingen i Källfallet 1950–1970 | Befolkningsutvecklingen i Källfallet 1950–1970 | Befolkningsutvecklingen i Källfallet 1950–1970 |
| ---------------------------------------------- | ---------------------------------------------- | ---------------------------------------------- | ---------------------------------------------- | ---------------------------------------------- |
|                                                |                                                |                                                |                                                |                                                |
| År                                             |                                                |                                                | Folkmängd                                      |                                                |
| 1950                                           | 1950                                           |                                                | 392                                            |                                                |
| 1960                                           | 1960                                           |                                                | 321                                            |                                                |
| 1965                                           | 1965                                           |                                                | 262                                            |                                                |
| 1970                                           | 1970                                           |                                                | 207                                            |                                                |
| Anm.: Sammanvuxen med Riddarhyttan 1975        |                                                |                                                |                                                |                                                |